# Indothais scalaris
Indothais scalaris is een slakkensoort uit de familie van de Muricidae. De wetenschappelijke naam van de soort is voor het eerst geldig gepubliceerd in 1829 door Schubert & Wagner.